# Luoshan Daoxian
Luoshan Daoxian (chiń. 羅山道閑, pinyin Luóshān Dàoxián; kor. 라산도한 Lasan Tohan; jap. Rasan Dōkan; wiet. La Sơn Đạo Nhàn, zm. IX wiek) – chiński mistrz chan nauczający w tradycji południowej szkoły chan.

## Życiorys
Pochodził z dawnego Changxi, obecnie miasto Xiapu w prow. Fujian.
Opuścił dom aby zostać buddyjskim mnichem i przebywał najpierw na górze Gui (góra Żółwia). Po otrzymaniu ordynacji, Luoshan wyruszył w podróż odwiedzając wielu nauczycieli. Był m.in. uczniem Xuefenga Yicuna. W końcu został uczniem i spadkobiercą Dharmy mistrza chan Yantou Quanhuo.
Pewnego dnia, czując zbliżającą się śmierć, wszedł na podwyższenie i po pewnym czasie otworzył lewą dłoń. Główny mnich tego nie zrozumiał, więc mistrz kazał opuścić salę mnichom ze wschodniej części klasztoru. Następnie otworzył prawą dłoń. Pozostali mnisi także tego nie zrozumieli, więc kazał opuścić salę mnichom z zachodniej części klasztoru. Do pozostałych ludzi rzekł Jeśli pragniecie wyrazić swoją wdzięczność za dobroć Buddy dla was, nie możecie być zbyt poważni w propagowaniu wielkiego nauczania. A teraz... wynoście się! Wynoście. Trzymajcie się!! Zaśmiał się i zmarł.

## Linia przekazu Dharmy zen
Pierwsza liczba oznacza liczbę pokoleń mistrzów od 1 Patriarchy indyjskiego Mahakaśjapy.
Druga liczba oznacza liczbę pokoleń od 28/1 Bodhidharmy, 28 Patriarchy Indii i 1 Patriarchy Chin.
- 36/9. Tianhuang Daowu (748–807)
  - 37/10. Longtan Chongxin (782–865)
    - 38/11. Deshan Xuanjian (819–914)
      - 39/12. Yantou Quanhuo (828–887)
        - 40/13. Luoshan Daoxian (bd)
          - 41/14. Mingzhao Deqian (bd)
          - 41/14. Daning Daokuan (bd)
          - 41/14. Zingbing (845–919)